# Waddy Thompson

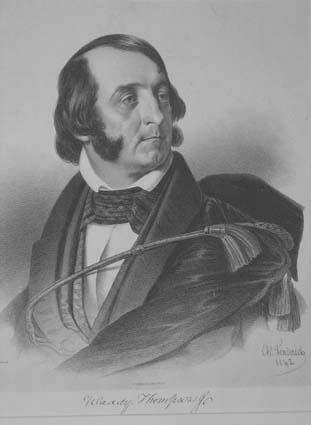
Waddy Thompson

Waddy Thompson Jr. (* 8. Januar 1798 in Pickens,  Pickens County, South Carolina; † 23. November 1868 in Tallahassee, Florida) war ein US-amerikanischer Politiker. Zwischen 1835 und 1841 vertrat er den Bundesstaat South Carolina im US-Repräsentantenhaus.

## Werdegang
Noch während seiner Kindheit kam Waddy Thompson mit seinen Eltern nach Greenville. Dort besuchte er die öffentlichen Schulen. Danach studierte er bis 1814 am South Carolina College in Columbia, aus dem die University of South Carolina hervorging. Nach einem anschließenden Jurastudium und seiner im Jahr 1819 erfolgten Zulassung als Rechtsanwalt begann er in Edgefield in seinem neuen Beruf zu arbeiten. Später verlegte er seinen Wohnsitz und seine Kanzlei nach Greenville.
Seit den 1820er Jahren war Thompson auch politisch aktiv. Er schloss sich der Bewegung um Präsident John Quincy Adams und Henry Clay an, aus der 1835 die Whig Party entstand, deren Mitglied Thompson wurde. Zwischen 1816 und 1829 saß er als Abgeordneter im Repräsentantenhaus von South Carolina. Im Jahr 1830 wurde er Staatsanwalt im westlichen Bereich seines Heimatstaates. Thompson war auch in der Staatsmiliz aktiv. 1832 wurde er dort zum Brigadegeneral ernannt.
1835 wurde Thompson bei einer Nachwahl im neunten Wahlbezirk von South Carolina in das US-Repräsentantenhaus in Washington, D.C. gewählt. Dort trat er am 10. September 1835 sein neues Mandat an. Nachdem er bei den beiden folgenden regulären Kongresswahlen jeweils in seinem Mandat bestätigt worden war, konnte er bis zum 3. März 1841 im Kongress verbleiben. Zwischen 1839 und 1841 war er dort Vorsitzender des Militärausschusses. Im Jahr 1840 verzichtete Thompson auf eine erneute Kandidatur. Zwischen 1842 und 1844 war er Botschafter der Vereinigten Staaten in Mexiko, was damals angesichts der zunehmenden Spannungen wegen der Frage um die Zukunft der seit 1836 von Mexiko unabhängigen Republik Texas keine leichte Aufgabe war.
Nach seiner Zeit im diplomatischen Dienst zog Thompson nach Madison in Florida. Dort befasste er sich mit dem Anbau von Baumwolle. Im Jahr 1868 war er für kurze Zeit Bezirksstaatsanwalt. Er starb am 23. November 1868 während eines Besuchs in Tallahassee, der Hauptstadt Floridas.